# Nachal Rakit
Nachal Rakit (hebrejsky: נחל רקית) je vádí v severním Izraeli, v pohoří Karmel.
Začíná v nadmořské výšce přes 400 metrů nad mořem, na severozápadních svazích hory Har Šokef. Odtud vádí směřuje k severozápadu hlubokým zalesněným údolím, přičemž ze západu míjí horu Har Arkan. Jižně od vesnice Bejt Oren pak ústí zleva do vádí Nachal Oren, které odvádí jeho vody do Středozemního moře. Údolí je turisticky využíváno.
V prosinci 2010 bylo okolí vádí postiženo lesním požárem, který zničil velkou část zdejších lesů.